# Contea di Rock (Nebraska)
La contea di Rock (in inglese Rock County) è una contea dello Stato del Nebraska, negli Stati Uniti. La popolazione al censimento del 2000 era di 1 756 abitanti. Il capoluogo di contea è Bassett.